# هيو ستيوارت (مؤرخ)
هيو ستيوارت (بالإنجليزية: Hugh Stewart)‏ هو مؤرخ نيوزيلندي، ولد في 1 سبتمبر 1884 في Auchleven ‏ في المملكة المتحدة، وتوفي في 28 سبتمبر 1934.